# Brimfield (Illinois)
Pour les articles homonymes, voir Brimfield (homonymie).
Brimfield, auparavant appelé Charleston, est un village situé au centre-ouest du comté de Peoria dans l'Illinois, aux États-Unis,. Il est incorporé le 16 mars 1895.

## Démographie
Lors du recensement de 2010, le village comptait une population de 868 habitants. Elle est estimée, en 2016, à 847 habitants.

### Source de la traduction
- (en) Cet article est partiellement ou en totalité issu de l’article de Wikipédia en anglais intitulé « Brimfield, Illinois » (voir la liste des auteurs).